# Самуел Гоудсмит
Самуел Ейбрахам Гоудшмид (на английски: Samuel Abraham Goudsmit) (роден на 11 юли 1902 г. в Хага, Холандия; † 4 декември 1978 г. в Рино, Невада, САЩ) е американски физик от холандски произход. В Съединените щати фамилното име по-късно е променено на Самуел Гоудсмит.
В допълнение към различни трудове по атомна и ядрена физика, през 1925 г., докато все още е студент в Лайден, той постулира съществуването на въртене на електрони заедно с Джордж Юджийн Уленбек. През 1927 г. получава докторска степен в Лайден и е доцент от 1927 г. и професор от 1932 г. в Мичиганския университет. След войната той е професор в Северозападния университет от 1946 до 1948 г. и след това отива в Националната лаборатория „Брукхейвън“ като старши учен през 1948 г., където остава до пенсионирането си през 1970 г. Той изнася лекции в Новото училище за социални изследвания в Ню Йорк (1948 до 1951), в Бюрото на корабите на ВМС на САЩ (1949 до 1959), Института „Рокфелер“ (1957 до 1974) и в университета от 1975 до 1978 г., между другото на Невада в Рино.
Гоудсмит е бил в радиационната лаборатория на Масачузетския технологичен институт по време на Втората световна война от 1941 до 1946 г. и към края на войната като старши учен в мисията на „Алсос“, за която той също е написал книга. Като част от операция „Епсилон“, той залавя групата на Вернер Хайзенберг, разработвала германски ядрен реактор в Хехинген и след това ги довежда до Фарм Хол в Англия, изпреварвайки французите (с френския физик Ив Рокар). В книгата си той приписва провала на групата немски ядрени физици около Хайзенберг в германския ядрен изследователски проект на научен провал, който не остава безспорен.
От 1951 до 1966 г. той е главен редактор на Physical Review и от 1958 до 1978 г. редактор на Physical Review Letters. През 1976 г. получава Националния медал за наука. От 1947 г. е член на Националната академия на науките, през 1952 г. е избран в Американското философско дружество, а през 1964 г. в Американската академия на изкуствата и науките. През 2001 г. астероидът (9688) Goudsmit е кръстен на него.

## Самуел Гоудсмит на български
- Гоудсмит, Самуел. Мисия „Алсос“.   София, ОФ, 1963. с. 176.